# Saab 21R
Saab 21R byl švédský stíhací a útočný letoun vyráběný společností Saab. Byla to proudovým motorem poháněná verze letounu Saab 21. Spolu se sovětským letounem Jakovlev Jak-15 patří mezi jediné dva stíhací letouny, které se vyráběly jak ve verzi s pístovým motorem, tak i ve verzi s proudovým motorem.

## Vývoj a popis
Letoun Saab 21R byl poháněn britským proudovým motorem de Havilland Goblin 2 a později ve Švédsku vyráběným motorem Goblin 3.
Mezi letouny 21A a 21R bylo mnoho rozdílů, které se netýkaly jen způsobu pohonu. Mezi nejviditelnější změny patřilo posunutí vodorovné ocasní plochy nahoru až na vrchol svislých ocasních ploch, aby se tato plocha dostala mimo dosah výfukových plynů z proudového motoru.

## Operační historie

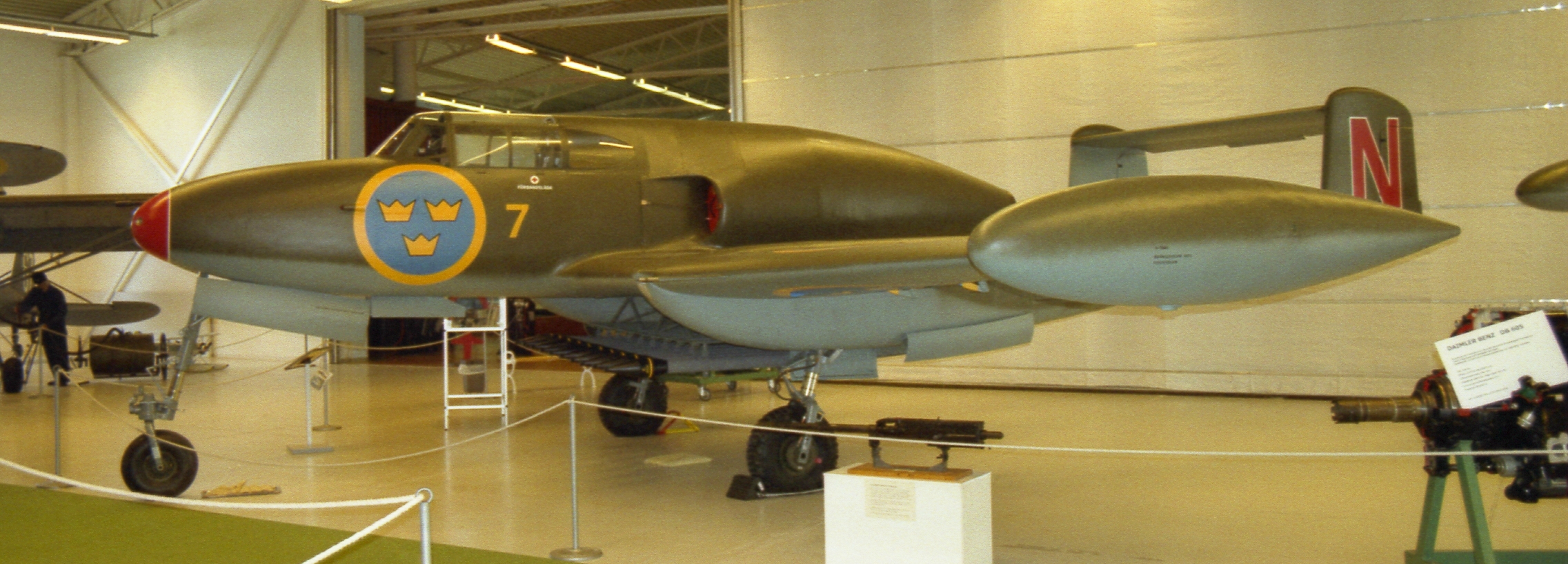
Saab 21R

Na konci roku 1945 byla zahájena přestavba 4 letounů J 21A-4 na proudový pohon. Upravené stroje si zachovaly asi polovinu draku předešlého typu. První ze čtyř prototypů letounu Saab 21R poprvé vzlétl 10. března 1947. První letoun vstoupil do operační služby v srpnu 1950. Ačkoliv měl být původně stíhacím letounem (J 21RA a J 21RB) byl rychle přeměněn na útočný letoun označený A 21RA a A 21RB, protože v té době vstupoval do služby lepší Saab J 29.

## Varianty
J 21RA / A 21RA
První sériová verze poháněná britskými motory. Postaveno 34 strojů v roce 1950 (včetně 4 prototypů). Vyřazeny v roce 1953.
J 21RB / A 21RB
Druhá sériová verze poháněná švédskými motory. Postaveno 30 strojů v letech 1950–1952. Vyřazeny v roce 1956.

## Specifikace (Saab 21RA)
Technické údaje pocházejí z publikace „Attack and Interceptor Jets“.

### Technické údaje
- Posádka: 1
- Rozpětí: 11,37 m
- Délka: 10,45 m
- Výška: 2,90 m
- Nosná plocha: 22,11 m²
- Plošné zatížení: ? kg/m²
- Prázdná hmotnost: 3 200 kg
- Max. vzletová hmotnost: 5 000 kg
- Pohonná jednotka: 1× proudový motor de Havilland Goblin 2
- Tah pohonné jednotky: 13,8 kN

### Výkony
- Cestovní rychlost: ? km/h ve výšce ? m
- Maximální rychlost: 800 km/h (497 mph) ve výšce ? m
- Dolet: 720 km
- Dostup: 12 000 m (39 400 stop)
- Stoupavost: ? m/s (56 stop/min)

### Výzbroj
- 1× letecký kanón Bofors ráže 20 mm
- 4× kulomet M/39A ráže 13,2 mm
- Závěs pod trupem pro dalších 8 kulometů ráže 13,2 mm nebo 8 raket 145 mm
- Závěsy pod křídlem pro 10 raket Bofors 100 mm nebo 5 raket Bofors 180 mm nebo 10 protitankových raket 80 mm

## Uživatelé
Švédsko
- Švédské letectvo

#### Související vývoj
- Saab 21

#### Podobná letadla
- Kjúšú J7W
- Curtiss XP-55 Ascender
- de Havilland Vampire
- Mansyū Ki-98